# Сражение при Неккарау (1795)
Сражение при Неккарау (нем. Neckarau) — сражение 18 октября 1795 года в окрестностях Мангейма во время войны первой коалиции между войсками австрийской Верхне — Рейнской армией генерала от кавалерии Вурмзера и войсками французской Рейнско — Мозельской армии дивизионного генерала Пишегрю. В результате боев австрийцам удалось выбить французские войска с их позиций и приступить к блокаде Мангейма.

## Перед сражением
После сражения при Хандшухсхайме командующий австрийской Верхне-Рейнской армией генерал Вурмзер сосредоточил в Оффенбурге 25000 штыков и сабель, с которыми 1 октября двинулся в Гейдельберг, чтобы сменить войска фельдмаршала Клерфэ, который теперь мог начать операцию против французской Самбро-Мааской армии Журдана.
Французская Рейнско-Мозельская армия генерала Пишегрю основными силами располагалась на западном берегу Рейна около Мангейма, но одна бригада стояла на правом берегу Неккара около Фойденхайма, еще три бригады на том же уровне с ней слева от реки до Неккарау.
Чтобы отбросить их обратно в крепость, 17 октября Вурмзер собрал весь свой корпус впереди Гейдельберга и Шрисхайма и сформировал шесть колонн. В шесть часов вечера они двинулись в наступление. Чтобы с большей уверенностью скрыть это движение от французов, с наступлением сумерек цепь австрийских аванпостов была продвинута дальше и была усилена расстановкой нескольких промежуточных постов. Войскам запретили заряжать ружья и пистолеты, ибо они должны были атаковать противника только штыками и саблями.

## Ход сражения
На левом фланге по Шветцингенской дороге со 2-й и присоединившейся к нему частично 4-й колонной наступал генерал Готце, который перед рассветом отбросил передовые войска противника от Штенгельхофа и Релайсхауса и подошел к Неккарау. Первая атака с фронта на деревню была отбита французами, но австрийцы обошли ее и, проникнув с трех сторон, захватили после ожесточенного боя, отрезав часть обороняющихся войск и пленив 15 офицеров и 300 рядовых.
Генерал Кайм с войсками 4-й и полковник Лузиньян с 5-й штурмовой колонной поддержали эту атаку, и последний захватил соседний лес. На этой стороне до полудня бой продолжился взаимной канонадой.
Справа генерал Девай с 1-й главной и объединенной с ней 3-й штурмовой колонной прошел по Гейдельбергской дороге до Зеккенхайма и занял французские посты у Фридрихсфельда и Зеккенхайма, а затем двинулся вперед, мимо Фойденхайма, ближе к Мангейму.
Войска французской бригады, разбитые при Неккарау отступили к гласису крепости. Но в центре Даву и Дюсира со своими бригадами все еще удерживали позиции и встретили войска генерала Девая ружейным огнем. Поскольку туман покрыл всю равнину, австрийцы, не разобравшись, стали стрелять по их собственным колоннам, двигавшимся справа и слева. Это вызвало замешательство, была потеряна связь между колоннами, движение застопорилось, войска пришли в расстройство. Генералу Деваю пришлось сдерживать свою колонну и двигаться между двумя дорогами.
Затем французы атаковали боковую колонну, наступавшую слева от главной колонны, и отбросили ее подразделения. Но стоявшая за ними штурмовая колонна генерала Давидовича их поддержала. В свою очередь, два пехотных батальона и два эскадрона драгун продвинулись вдоль Неккара и атаковали в штыки большой французский лагерь, в котором была почти полностью разгромлена полубригада, захвачен ее флаг, а генерал Удино взят в плен. В то же время генерал Давидович с пехотным полком при поддержке кавалерии захватил французский лагерь, расположенный на левом берегу Неккара напротив Фойденхайма.
На правом берегу Неккара генерал Квозданович, продвинувшись с двумя отрядами 6-й штурмовой колонны, окружил часть бригады Кавруа в Фойденхайме и трижды атаковал ее. Французы оказали храброе сопротивление, но, понеся большие потери, сумели пробиться и отступили к плацдарму у Мангейма. Также нападению подверглись французские лагеря около Фойденхайма, в которых стояло 400 человек, и на Гальгенберге, где находилось 2000 человек. На лагерь на Гальгенберге генерал Фрёлих произвел несколько атак и, наконец, занял его, после чего генерал Баялич, под непрерывным артиллерийским огнем с ближайших французских укреплений плацдарма, стал устанавливать батарею. Но генерал Дезе послал сильную колонну с плацдарма, которая поднялась на Гальгенберг и согнала рабочих, а также пехоту прикрытия. Однако французы были немедленно контратакованы двумя эскадронами гусар и вновь отброшены на плацдарм. Батарея на Гальгенберге открыла огонь, и на город упало несколько гаубичных снарядов.
Таким образом, к десяти часам утра два вражеских фланга были взяты, и только в центре бригады Даву и Дюсира все еще удерживали свои позиции. Туман, который усилился с рассвета, не позволил австрийцам воспользоваться достигнутым успехом и провести запланированный штурм города и крепости. Поэтому генерал граф Вурмзер приказал прекратить дальнейшее наступление.
Густой туман скрывал все движения австрийцев до позднего утра, но когда в десять часов утра он рассеялся, Пишегрю, наконец, смог осмотреть местность и решил подготовить контрудар сосредоточенными силами, для чего он сконцентрировал всю свою конницу и расположил ее на левом берегу Неккара между двумя упомянутыми дорогами. Сильный пехотный отряд должен был наступать прямо по левому берегу реки, в то же время справа от него масса около 1200 кавалеристов (12 эскадронов) во главе с Дезе готовилась к атаке. Но австрийская кавалерия атаковала первой, и хотя две ее атаки были отбиты, третья обрушила французскую кавалерию, а пехотная линия, развернутая слева в качестве поддержки, была прорвана и отступила.
Во время этого кавалерийского сражения частям Даву и Дюсира приказали отступить и занять позиции под прикрытием пушек крепости.
Во второй половине дня Пишегрю также сделал вылазку с плацдарма на Гальгенберг. При поддержке артиллерийского обстрела из крепости генералу Дезе удалось вытеснить с этого места войска генерала Баялича.

## Результаты
На этом сражение закончилось. Австрийские войска расположились полукругом вокруг Мангейма. Их правое крыло опиралось на Рейн возле кирпичного завода. Затем линия шла впереди Кеферталя и Фойденхайма к правому берегу Неккара, затем на левом берегу впереди Зеккенхайма, поперек обеих дорог, а левое крыло снова опиралось на Рейн у Неккарау. Началась блокада Мангейма.
Победители потеряли 36 офицеров и 628 рядовых, зато захватили 20 офицеров, 500 рядовых и генерала Удино в плен, а также 3 орудия. Общие потери французов составили около 2000 человек.